# Verteidigungskräfte Georgiens
Die Verteidigungskräfte Georgiens (georgisch საქართველოს თავდაცვის ძალები, sak'art'welos tawdatswis dsalebi) sind die militärischen Verteidigungskräfte der georgischen Republik. Sie sind in zwei autonome Militärbezirke (Ost und West) aufgeteilt. Es besteht eine Wehrpflicht ab 18 Jahren.

## Geschichte

### Die erste Republik, 1917–1921
Georgiens erste Republik, die Demokratische Republik Georgien, unterhielt die Volksgarde als offizielle Streitkräfte des Landes. Sie wurde am 5. September 1917 zunächst als „Arbeitergarde“ gegründet, wurde dann in „Rote Garde“ umbenannt und erhielt schließlich ihren endgültigen Namen. Ihre Organisation war stark politisiert und unterstand unmittelbar der Kontrolle des georgischen Parlaments. Das Verteidigungsministerium hatte nur eingeschränkte Befehlsgewalt. Kommandeur der Garde von 1917 bis 1921 war der Menschewist Waliko Dschugheli.
Die erste Republik stellte zugleich eine reguläre Armee auf. Nur ein Teil von ihr stand zu Friedenszeiten unter Waffen. Die Mehrheit der Soldaten hatte Fronturlaub und wartete auf Befehle. Im Falle einer Bedrohung der Republik sollten sie vom Generalstab zu den Waffen gerufen worden. Obgleich Georgien über knapp 200.000 Veteranen des Ersten Weltkriegs verfügte, darunter viele ausgebildete Generäle und Offiziere, gelang es der Regierung nicht, ein effektives Verteidigungssystem aufzubauen. 1921 trug das zur Niederlage der ersten Republik nach der Invasion durch Truppen der Roten Armee bei. Bedeutende Vertreter der damaligen georgischen Armee waren Leo Kereselidse, Giorgi Kwinitadse und Kakuza Tscholoqaschwili.

### Die zweite Republik, 1921–1991

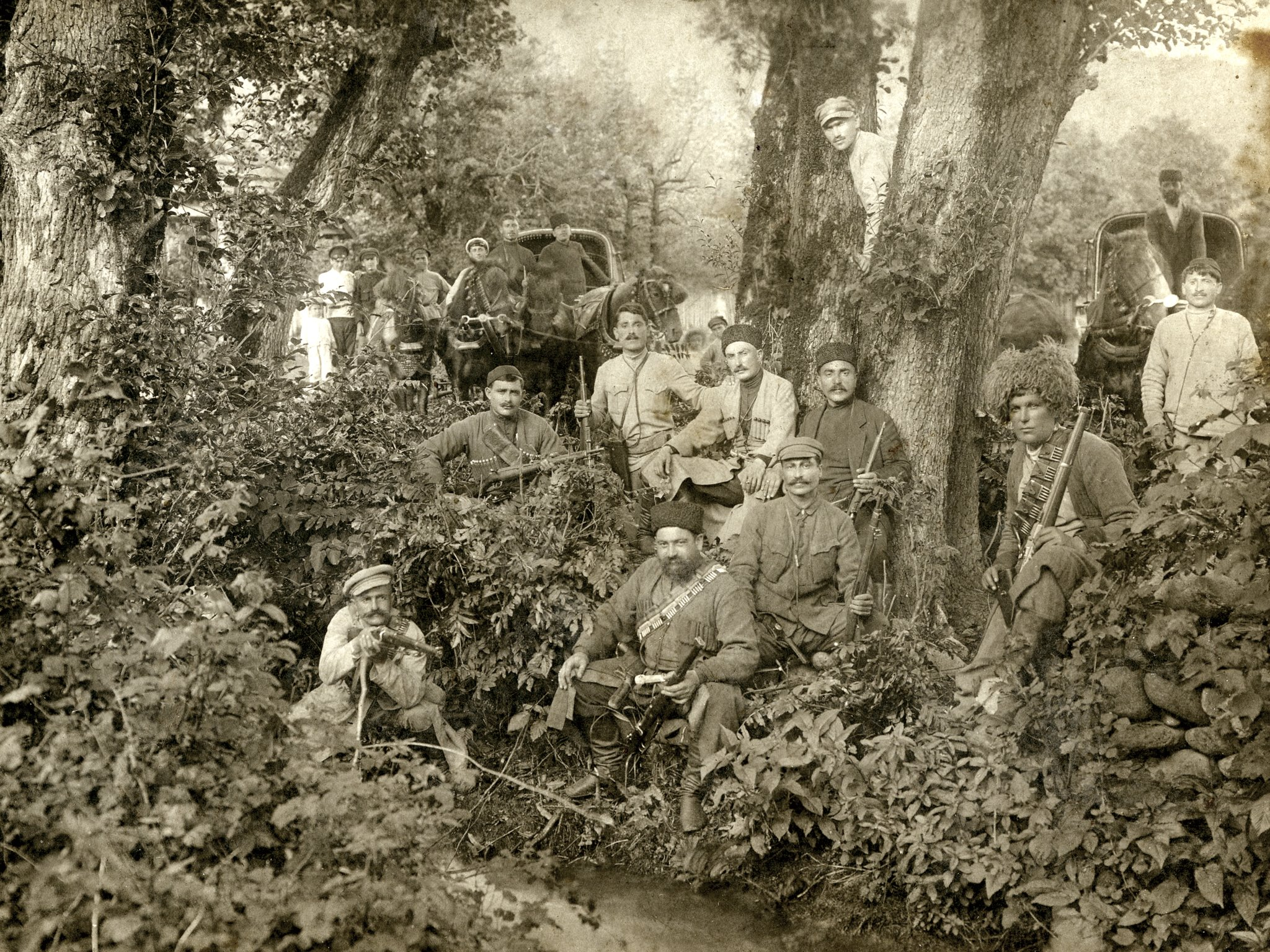
Georgische Partisanen, 1922–24

Nach der sowjetrussischen Besetzung Georgiens lösten sich seine regulären Streitkräfte auf. Bis 1924 kämpften Teile der georgischen Armee einen Partisanenkrieg gegen die Sowjetunion. Die bedeutendste Partisanengruppe war die im März 1922 gegründete Einheit Treueeid (georgisch შეფიცულები) unter dem Kommando Kakuza Tscholoqaschwilis.
Im Rahmen des 1923 gegründeten Transkaukasischen Militärbezirks (ZakVO) der Sowjetischen Streitkräfte gab es nach einheimischen Nationalitäten benannte Divisionen. Zu ihnen zählten die 1. und die 2. Georgische Gebirgsjäger-Division. Sie setzten sich aus früheren Soldaten der 11. Armee der Roten Arbeiter- und Bauernarmee, der kaukasischen Rotbanner-Armee sowie Einheiten georgischer, armenischer und aserbaidschanischer Kommunisten zusammen.
Im Zweiten Weltkrieg kämpften Georgier auf beiden Seiten der Front: Mindestens 30.000 in den Reihen der Ostlegionen der Wehrmacht, in der Georgischen Legion, der Nordkaukasischen Legion und anderen Legionen ethnischer Kaukasier. Sie wurden jedoch nicht an der Ostfront eingesetzt. Im April 1945 erhob sich ein georgisches Bataillon auf der Nordseeinsel Texel gegen die Wehrmacht. Die Mehrheit, über 700.000 Georgier, kämpfte in den Reihen der Roten Armee. 2500 georgische Rekruten verteidigten die Festung von Brest gegen den deutschen Angriff.

### Die dritte Republik, seit 1991

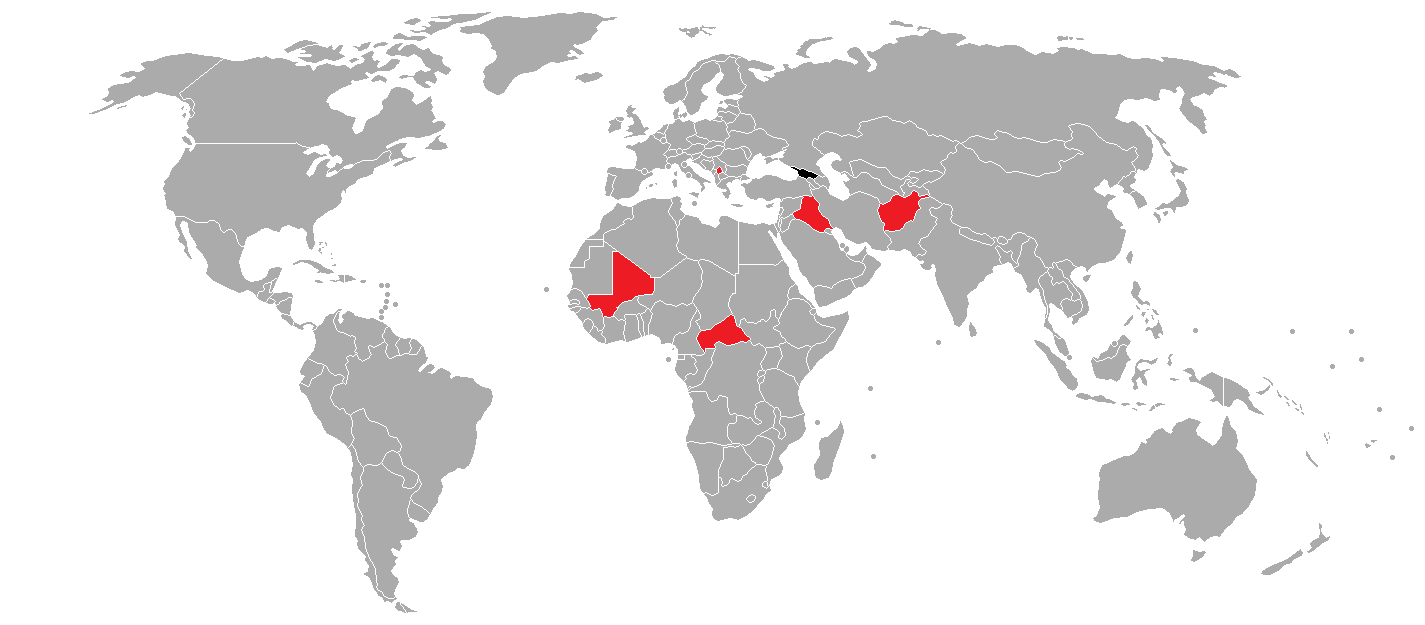
Georgische Streitkräfte im Ausland seit 1991

Die Streitkräfte des unabhängigen Georgiens wurden ab 1991 aus Verbänden des transkaukasischen Militärbezirks der Sowjetarmee, Nationalgarde, irregulären Milizen und Heimkehrern aus Armeeverbänden in den übrigen Sowjetrepubliken gebildet. Georgien zählte 1994 zu den ersten Ländern der früheren Sowjetunion, die am NATO-Programm „Partnerschaft für den Frieden“ teilnahmen.
Die Vereinigten Staaten unterstützen Georgiens Militär seit 1997 aus dem
 Foreign Military Financing  (FMF) Programm. Zwischen 1997 und 2005 flossen daraus 79.390.000 US-Dollar in die Kaukasusrepublik. Andere Quellen nennen für den Zeitraum bis 2007 eine Investition von 200 Millionen Dollar der US-Regierung und noch einmal zwei Milliarden Dollar der georgischen Regierung. Von 2002 bis 2004 schulten US-Ausbilder die georgischen Streitkräfte im Georgia Train and Equip Program (GTEP) für Einsätze gegen Aufständische an der Grenze zu Tschetschenien.
2002 schlossen Georgien, die USA und die Türkei ein Ausbildungs-Abkommen. Es ermöglicht georgischen Piloten in der Türkei zu üben, was wegen des kleinen Staatsgebiets daheim schlecht möglich ist. In Israel lässt Georgien seine SU-25-Frogfoot-Kampfflugzeuge umrüsten. Außerdem importiert das Land Sturmgewehre mit der Bezeichnung Tavor TAR-21 von der israelischen Armee. Weitere favorisierte Produkte sind das deutsche Sturmgewehr G36 sowie das amerikanische M4A1.

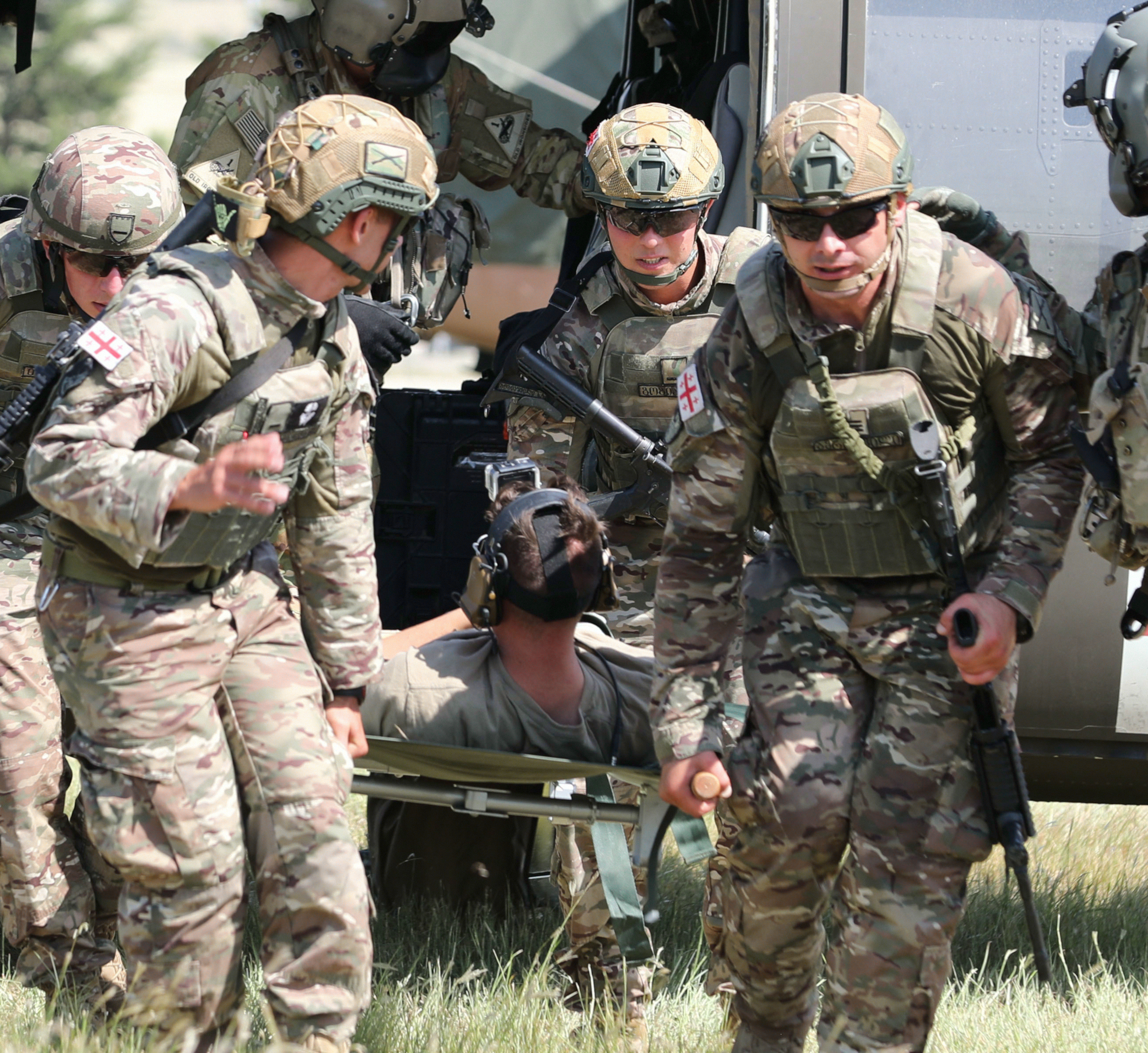
Georgische Soldaten üben Verwundetenrettung während des Manövers Agile Spirit 2025

Während der Verteidigungshaushalt Georgiens im Jahr 2003 noch bei 18 Millionen Dollar lag, ist er bis 2008 auf 900 Millionen Dollar angestiegen. Die Verteidigungskosten haben so einen vergleichsweise hohen Anteil des georgischen Bruttoinlandsprodukts erreicht (annähernd 10 Prozent).

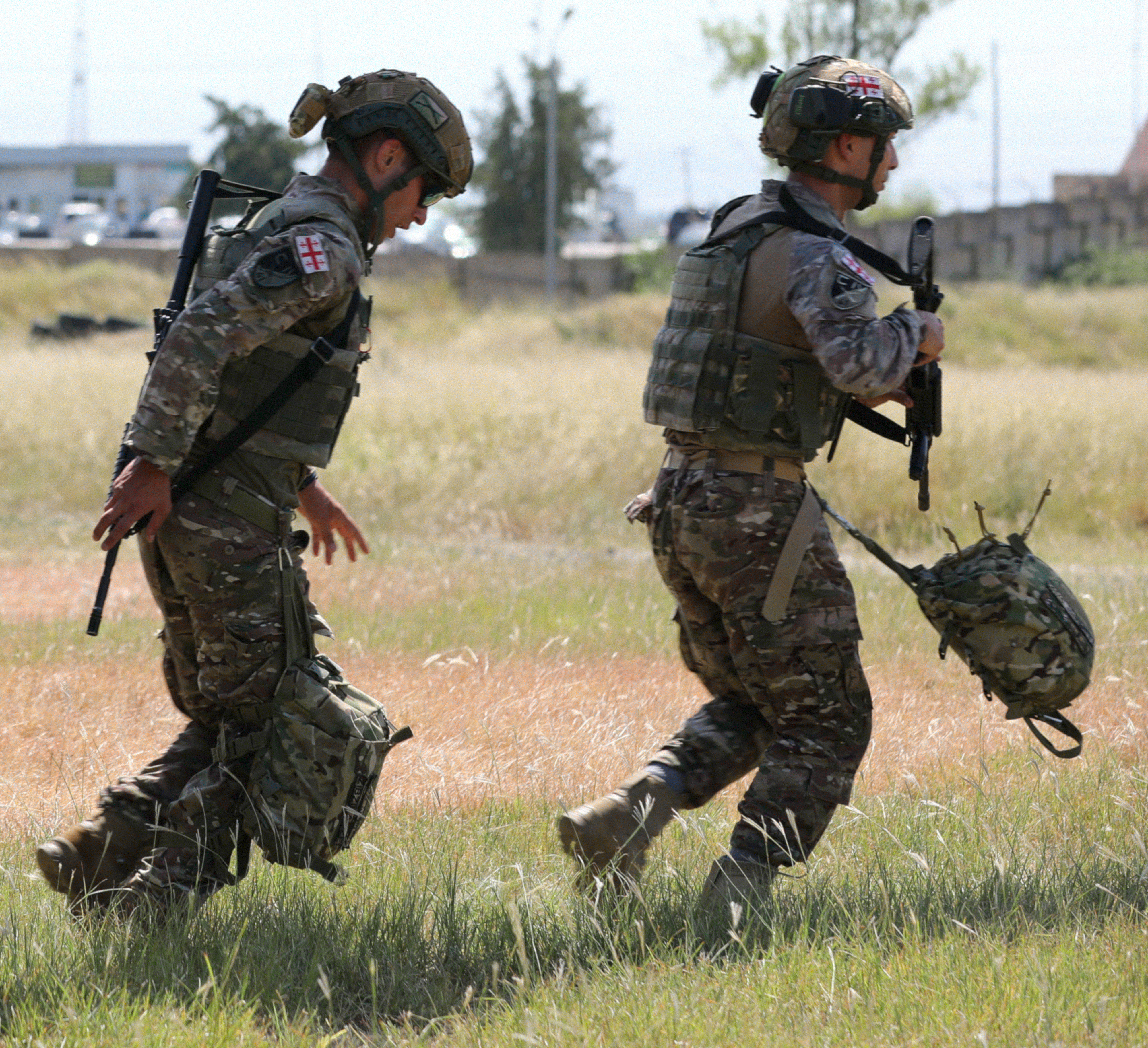
Georgische Truppen im Training mit US-Streitkräften

Seit April 2005 wurden etwa 14.000 Soldaten, unter anderem von US-Militärberatern, für Einsätze im Irak, die im Rahmen des Georgia Sustainment and Stability Operations Program (GSSOP) stattfinden, und für multinationale Friedenseinsätze ausgebildet. Im Irak waren etwa 2500 Soldaten der leichten 3. Infanteriebrigade stationiert, die im Rahmen der von den USA geführten multinationalen Streitkräfte eingebunden waren. Dabei kamen im Irak 5 georgische Soldaten ums Leben. In Zusammenarbeit mit Deutschland wurden etwa 200 Soldaten im Kosovo, dem dortigen Hauptquartier der Bundeswehr zugeteilt.

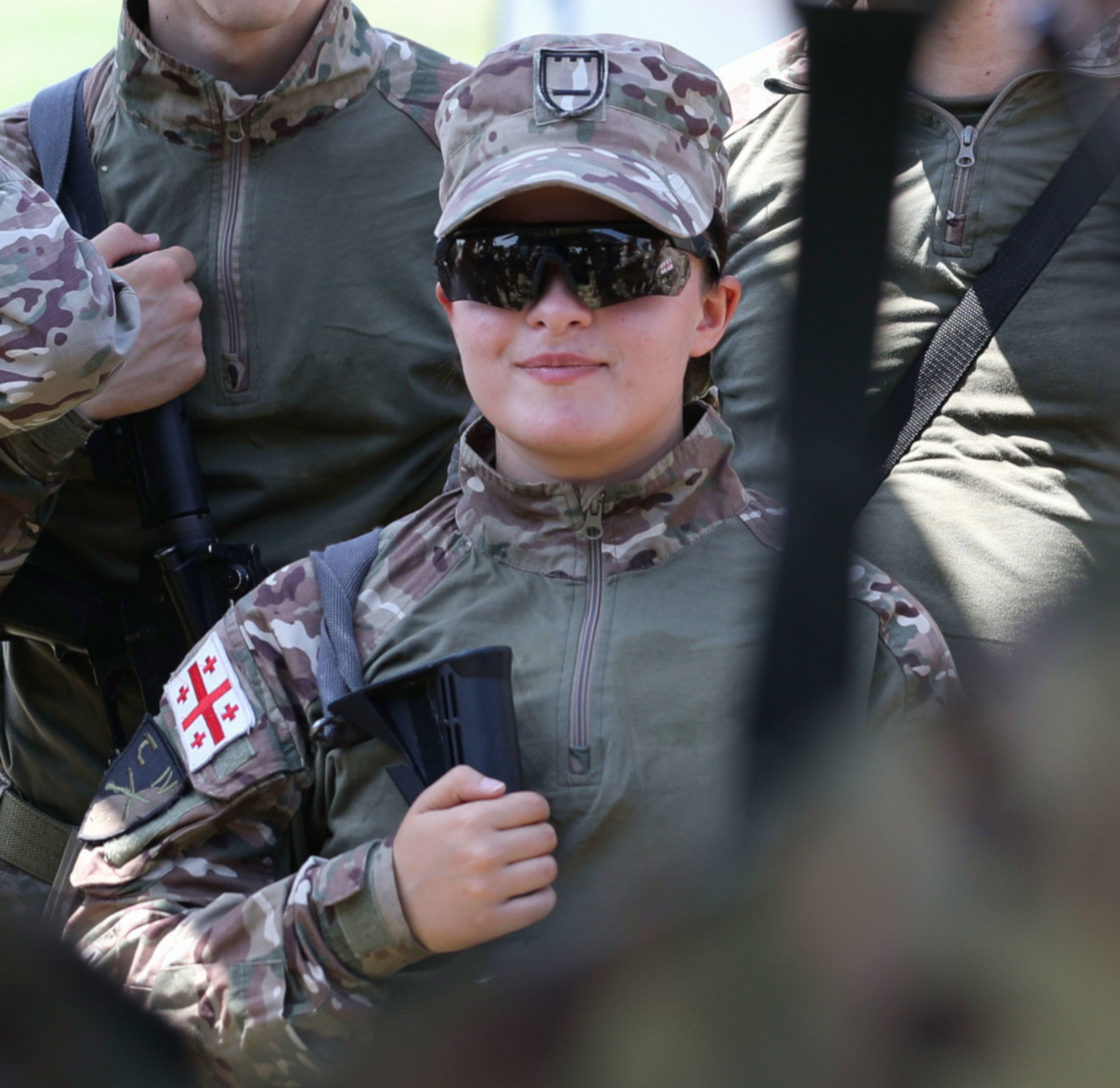
Eine Soldatin der georgischen Verteidigungskräfte

Ferner beteiligen sich seit 2001 georgische Soldaten in Afghanistan. Zuerst wurden einzelne kleine Einheiten für medizinische Zwecke unter US-Führung aufgestellt. Danach beteiligte sich das Land mit dem Entsenden von einzelnen Infanteriebataillonen aktiv an ISAF Operationen. In 2010 wurde das Kontingent durch ein weiteres Bataillon auf 1.500 Mann verstärkt. Durch ein konstantes Rotationssystem durchgehen alle Brigaden einen Auslandseinsatz in Afghanistan, wodurch der Erfahrungswert der Landstreitkräfte angehoben wird. Seit 2010 wurden 29 Soldaten, nach anderen Angaben 31, durch Überfälle, Kampfeinsätze und Sprengfallen getötet, etwa 435 verwundet. Den schwersten Schlag erlitt die Truppe am 6. Juni 2013 als ein Lastwagen voll beladen mit Sprengstoff vor einem Außenposten detonierte und anschließend eine bewaffnete Gruppe versuchte in die Basis einzudringen. Dabei starben alle Angreifer, aber auch sieben Angehörige der Streitkräfte. Neun weitere wurden verletzt.
Des Weiteren sind georgische Kontingente Teil der EUFOR RCA in Zentralafrika und in Mali stationiert.

## Grundlagen
In den Streitkräften dienen rund 37.000 Mann. Den Kern bilden Berufssoldaten. In Georgien kann sich jeder Staatsbürger ab 18 Jahren für den auf Kontrakt basierenden Wehrdienst anmelden. Die aktive Reserve umfasst rund 120.000 Mann und kann im Ernstfall auf 250.000 Mann aufgestockt werden.
Seit 2004 werden die Streitkräfte Georgiens beschleunigt nach NATO-Standards modernisiert. 2006 gab Georgien 139 Millionen Lari (78 Millionen US-Dollar) für die Verteidigung aus. 2003 waren es lediglich 87 Millionen Lari (24 Millionen US-Dollar) gewesen. 2007 waren es 22 % des Staatshaushalts, bzw. 7 % des Bruttosozialprodukts und somit mehr als 2,7 Milliarden US-Dollar. Durch hohe Verschuldung unter der Führung vom ehemaligen Präsidenten Micheil Saakaschwili musste die neue Regierung Ausgaben für das Militär stark einschränken, wodurch das derzeitige Budget von 2016 mit knapp 350 Millionen US-Dollar auf dem tiefsten Stand seit Jahren ist.

## Teilstreitkräfte

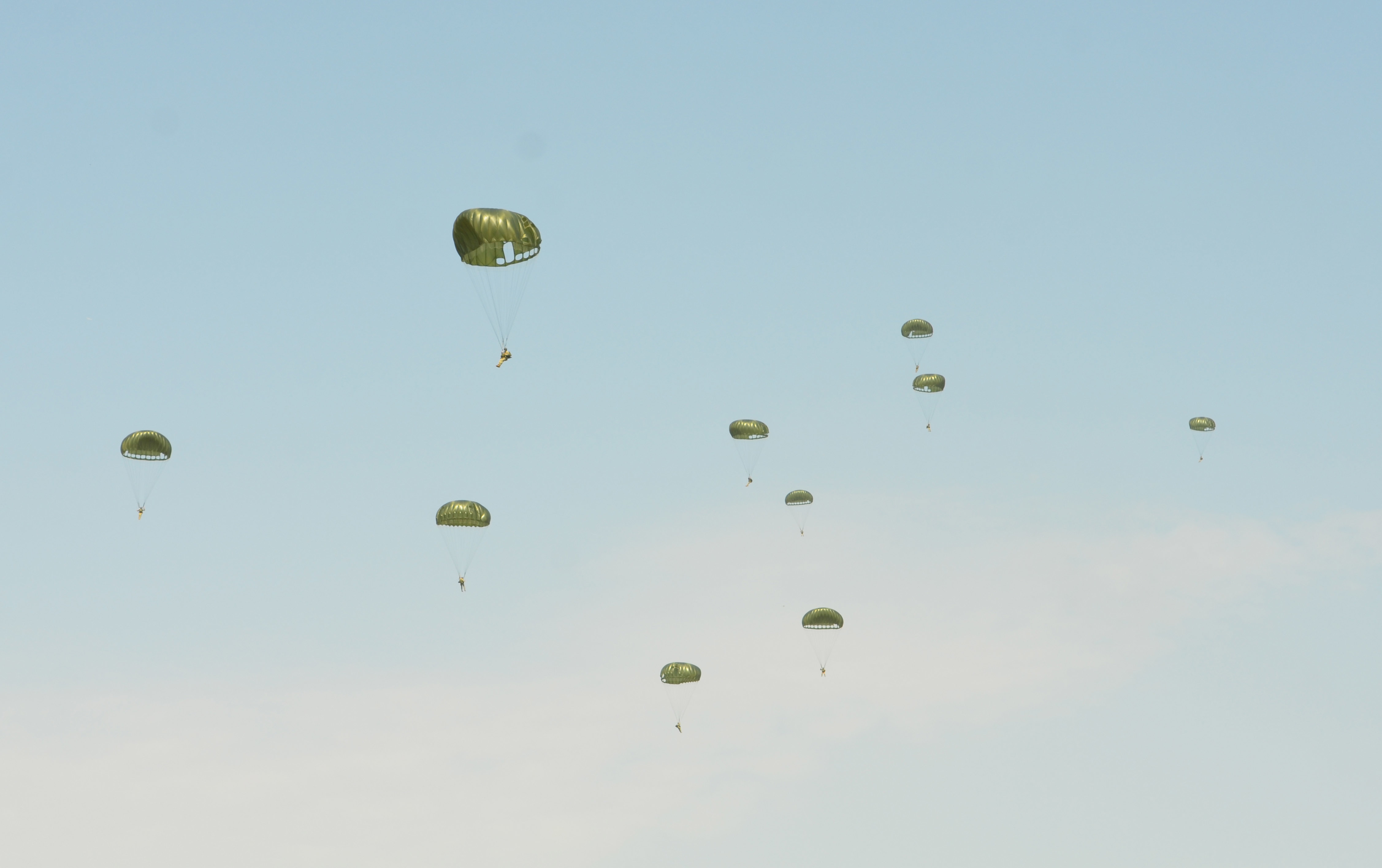
Georgische Spezialkräfte nach dem Sprung aus einer amerikanischen C-130

Die georgische Armee konnte seit den letzten größeren Kampfhandlungen im Jahr 2008 die sichtbare Lücke in ihren motorisierten Verbänden, größtenteils durch mehrere ausgehandelte Waffenlieferungen aus der Ukraine, schließen.

### Heer
Das 36.553 Mann starke Heer (1910 Offiziere, 6.166 Unteroffiziere und 28.477 Soldaten) ist in fünf Infanteriebrigaden, zwei Artilleriebrigaden, eine Kommandobrigade und mehrere selbständige Bataillone eingeteilt. Diese selbständigen Bataillone sind: zwei Panzerabwehrbataillone, ein Panzerbataillon, ein medizinisches Versorgungsbataillon, ein ABC-Bataillon, ein Kommunikationsbataillon, ein Fernmeldebataillon, ein Flugabwehrbataillon, ein Aufklärungsbataillon und zwei Pionierbataillone.
Jede Infanteriebrigade besteht grundsätzlich aus mehreren leichten Infanteriebataillonen, Aufklärungs- und Kommunikationseinheiten, Flugabwehr- und Panzerabwehrbataillonen, sowie motorisierten und mechanisierten Verbänden.

### Spezialkräfte

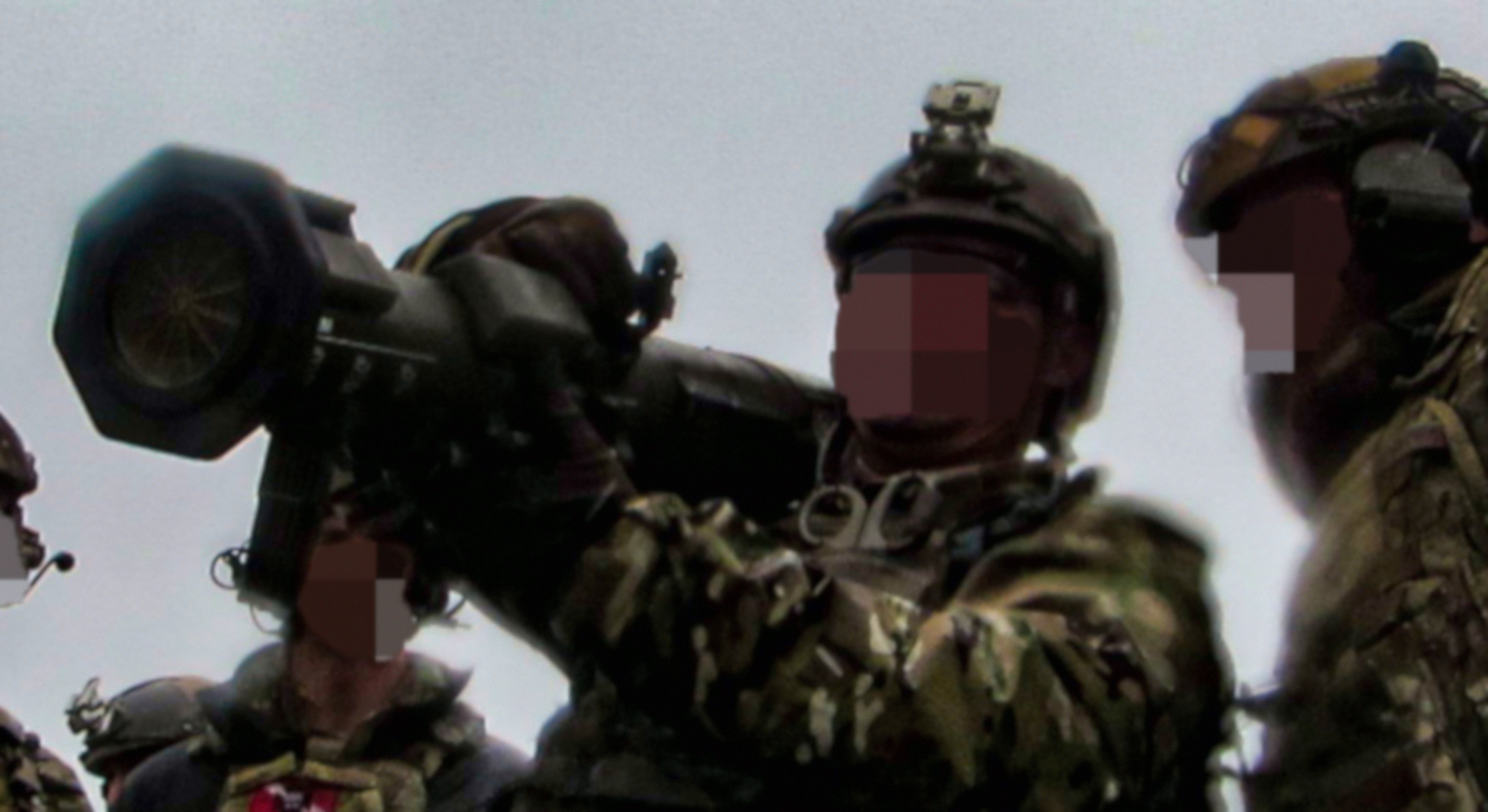
Soldaten der Spezialkräfte erlernen den Umgang mit Panzerabwehrwaffen

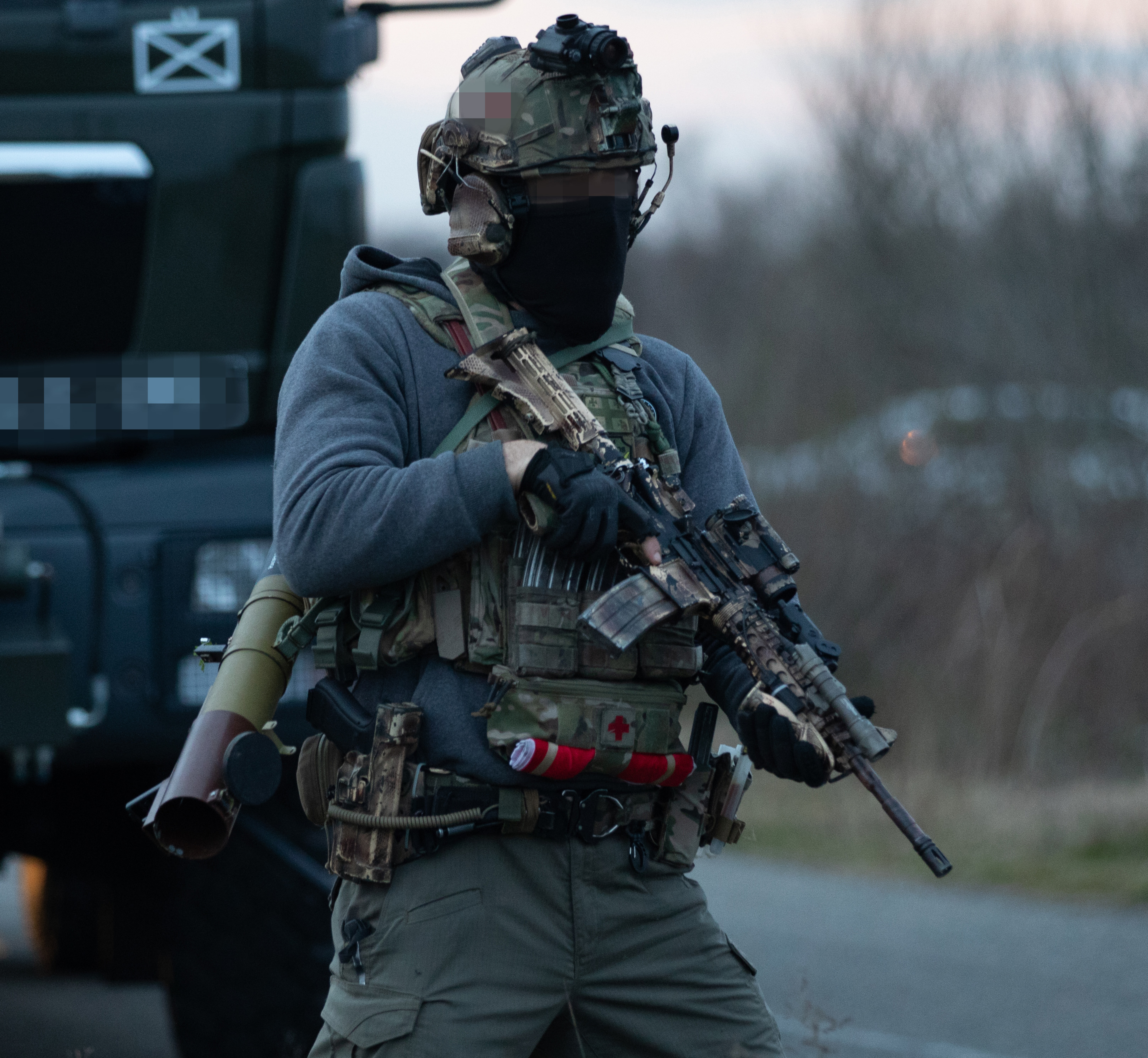
Georgischer Kommandosoldat während des Manövers Trojan Footprint 2024

Die georgischen Spezialkräfte sind direkt dem Oberkommando des Heeres unterstellt und agieren unabhängig von den Landstreitkräften. Sie sind auf unkonventionelle Kriegsführung spezialisiert und werden in diesem Zusammenhang in verschiedenen NATO-Ländern und Israel trainiert. Eine erstmalige internationale Kooperation entstand im Jahre 2001 im Rahmen der regionalen Terrorismusbekämpfung. Die Türkei spielte für die Gründung dieser Einheit 1999 eine maßgebliche Rolle, da sie finanzielle Hilfe und Ausrüstung gewährleistete. Vor der Gründung der offiziellen militärischen Kommandokräfte gab es diverse ähnliche Verbände, vor allem während der Kriege von 1991 bis 1993, sie waren allerdings eine Mischung aus Polizei und Nachrichtendienst die vom russischen Speznas ausgebildet wurden und später aktiv an Kampfhandlungen teilnahmen. Die Armee selbst besaß in diesem Zeitraum lediglich Infanterieeinheiten die durch bestimme Erfolge einen elitären Status gewannen.
Die Einheit der Spezialkräfte in formaler Stärke einer Brigade setzt sich aus zwei Sondereinsatzbataillone (Ost und West) und dem Ausbildungszentrum zusammen. Bataillon West ist für die Ausbildung von Kampftauchern und die Weiterentwicklung in dem Gebiet zuständig. Der Kandidat muss bereits zwei Jahre Militärdienst geleistet haben um sich bewerben zu können. Bevor ein Interessent für die Ausbildung akzeptiert wird, muss er den gesundheitlichen Eignungstest bestehen und sich anschließend theoretischen, physischen und psychischen Tests unterziehen. Je nach Erfolg kann die Ausbildung mehrere Jahre dauern. Diese ist in Etappen aufgebaut und jeder Kandidat muss alle Schulen erfolgreich abschließen, damit er für die Nächste zugelassen werden kann. Nach Beendigung jeder Phase gibt es einen erneuten theoretischen und physischen Test. Fällt man durch, wird eine zweite und damit letzte Chance gewährt. Jeder Kandidat fängt, nachdem er alle Grundanforderungen erfüllt hat, in der Rangerschule an, einem erweiterten und anerkannten Analog des US-amerikanischen Verbündeten. Der Rangerkurs ist in zwei Phasen theoretisches und praktisches Überlebenstraining, Häuserkampf, taktisches Training, Gebirgstraining, Taucher-Training, Erste-Hilfe-Training und Topographie aufgeteilt. Anders als in den Vereinigten Staaten müssen für diese jeweils vom Schwierigkeitsgrad unterschiedliche Anforderungen erfüllt werden. Danach folgt der Fallschirmjägerkurs. Lediglich bis zu oder weniger als 30 Prozent der Kandidaten gelangen in die Abschlussphase. Nach einer letzten und der anspruchsvollsten Evaluation psychischer und physischer Belastbarkeit dürfen die verbliebenen Kandidaten an der Kommandoausbildung teilnehmen. Hier stehen erweitertes Überlebenstraining auf unterschiedlichem Terrain, darunter alpine Kriegsführung und Unterwasser-Kriegsführung im eigenen und anderen Ländern auf dem Programm. Weitere Details sind unbekannt. Erfahrungsgemäß sind dann bereits mindestens 90 Prozent der Bewerber vor Beendigung dieser Schule ausgeschieden. Nach erfolgreichem Abschluss spezialisieren sich die Mitglieder einheitlich und individuell auf Terrorismusbekämpfung und die stetige Verbesserung aller erlernter Fähigkeiten. In der separaten Scharfschützenschule für Spezialkräfte werden wiederum nur einzelne Kandidaten aus den Reihen dieser Einheit aufgenommen.

## Verteilung der Kampfverbände auf georgischem Boden
- Die erste Infanteriebrigade ist stationiert in Gori
- Die zweite Infanteriebrigade ist stationiert in Senaki
- Die dritte Infanteriebrigade ist stationiert in Kutaisi
- Die vierte Infanteriebrigade hat ihren Stützpunkt auf der Vaziani Militärbasis
- Die fünfte Infanteriebrigade ist stationiert in Chelvachauri und Khoni
- Die erste Artilleriebrigade hat ihren Stützpunkt auf der Vaziani Militärbasis
- Die zweite Artilleriebrigade ist stationiert in Khoni
- Das selbständige Panzerbataillon ist stationiert in Gori und Muchrowani
- Das selbständige Pionierbataillon ist stationiert in Tiflis
- Das selbständige leichte Infanteriebataillon ist stationiert in Adlia
- Das selbständige Flugabwehrbataillon ist stationiert in Kutaisi
- Das selbständige Fernmeldebataillon ist stationiert in Saguramo
- Das selbständige mobile Aufklärungsbataillon ist stationiert in Kobuleti
- Das selbständige Sanitätsbataillon ist stationiert in Saguramo

## Paramilitärische Verbände
In Zusammenarbeit mit dem Innenministerium unterhält Georgien weitere 20.000 Mann in verschiedenen Abwehr- und Sicherheitsorganen. Unter diversen Formierungen fallen der Grenzschutzdienst, Anti-Terror-Einheiten sowie reguläre Kampfverbände des Innenministeriums und Sicherheitskräfte zum Schutz des Regierungsapparates. Die Truppen des Innenministeriums tragen in der Regel dieselbe Uniform (mit Ausnahme von Spezialkräften) wie die des Heeres. Beide Strukturen unterscheiden sich maßgeblich durch Bewaffnung und Aufgaben. Während das Heer direkte Kampfhandlungen ausführt, sind die Aufgaben der Inneren Truppen auf Sicherung von wichtigen Objekten und strategisch bedeutsamen Arealen eingeschränkt. Die Spezialkräfte beider Ministerien arbeiten im Kriegsfall zusammen. Der Erfahrungs- und Effektivitätswert ist bei Anti-Terror Einheiten des Innenministeriums als Höchstes eingestuft.

## Militärindustrie

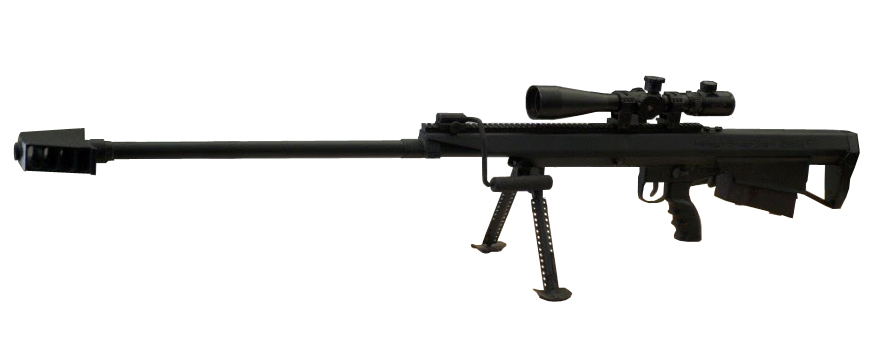
Die PDSHP Panzerbüchse

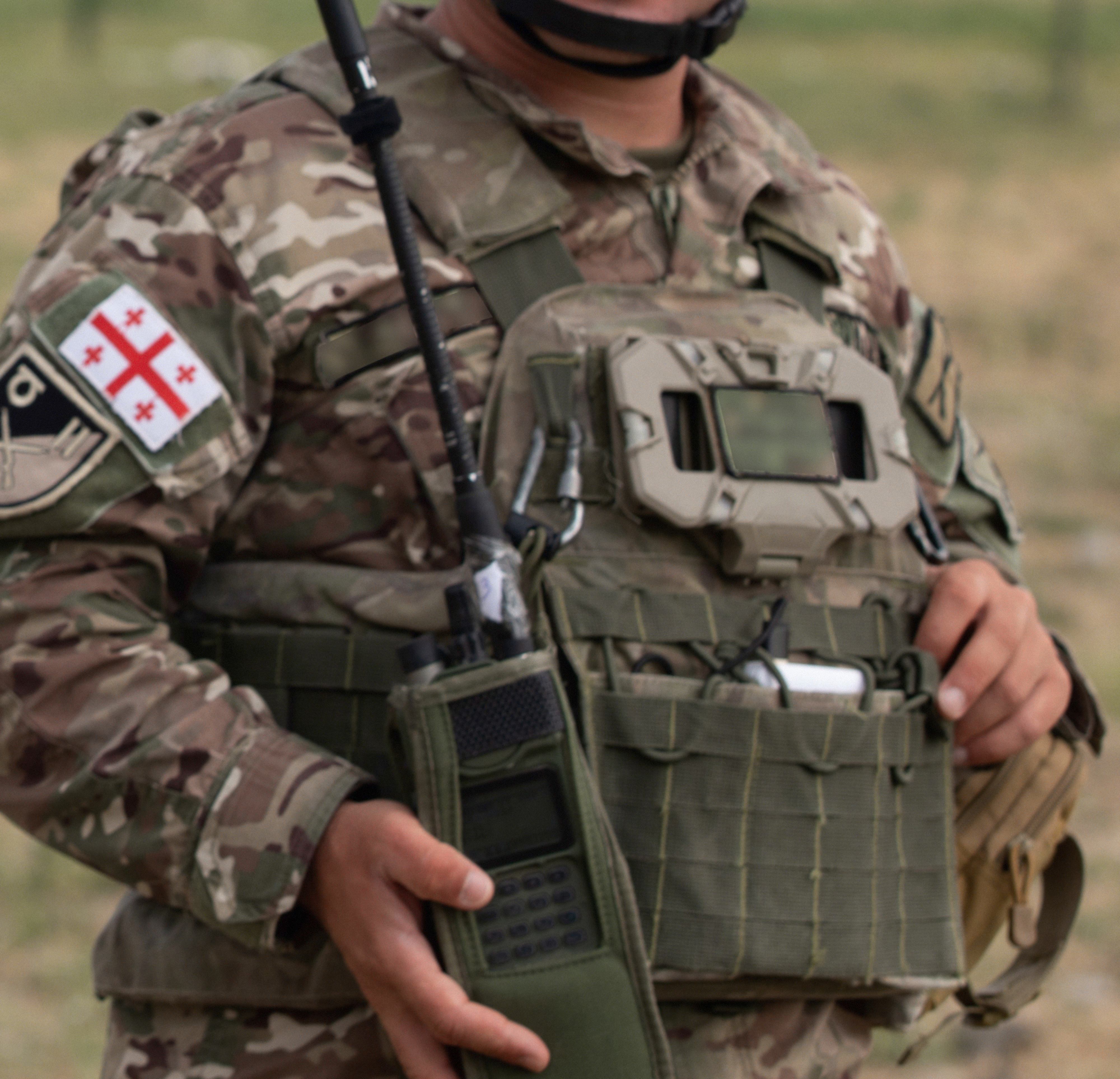
Georgischer Plattenträger der Schutzklasse 3

Seit 2009 betreibt Georgien konsequent eine eigene Militärindustrie, welche gepanzerte Fahrzeuge, Schützenpanzer, Artilleriesysteme, unbemannte Fahrzeuge, diverse andere Waffen und Uniformen, sowie Ausrüstung herstellt. Für Experimente und Entwicklung ist die Forschungseinrichtung STC Delta zuständig, welche bereits in den späten 1990er-Jahren an verschiedenen Projekten arbeitete, darunter ballistische Schutzwesten und Minenräumeranzüge. Die Tätigkeit dieser Einrichtung blieb bis zur Enthüllung des Didgori im Jahr 2010, dessen Entwicklung bereits 2009 abgeschlossen war, geheim. In kurzer Zeit folgten weitere Projekte wie der Schützenpanzer Lazika, unbemannte Flugzeuge und Raketenwerfer. Die für die Konstruktion zuständige Firma JSC Tbilaviamsheni (seit dem 9. September 2013 nach dem Flugzeugdesigner Alexander Kartweli benannt) produziert neben genanntem Kriegsgerät unter anderem auch großflächig Analoge und Kopien eingesetzter Reaktiver Panzerbüchsen. Noch am Ende des Jahres 2013 würde nach eigenen Angaben des Verteidigungsministers am 27. Dezember 2013 basierend auf Testergebnissen und Berichten entschieden werden, ob der Lazika und einige andere sich noch in der Entwicklung befindliche Objekte in Serienproduktion gehen oder nicht. Insgesamt wird an 120 unterschiedlichen Objekten gearbeitet. Die inländische Produktion hätte höchste Priorität, weshalb die Militärindustrie mit der nationalen Wirtschaft gekoppelt wird. Seit 2014 werden neuartige ballistische Westen und Helme für das Militär und in Zukunft auch den zivilen Markt hergestellt. Diese sollen im Vergleich zu neueren westlichen Produkten leichter, jedoch genauso widerstandsfähig, je nach Stufe auch widerstandsfähiger, sein. Dies ist nach eigenen Angaben auf Erfahrungen und Innovationen aus der Luftfahrt zurückzuführen. Nach mehreren Tests und internationalen Begutachtungen sollen mehrere europäische und arabische Länder Interesse an diesen Produkten gezeigt haben. In 2022 wurde ein Vertrag mit der polnischen WB-Gruppe geschlossen, welcher Georgien seit 2023 ermöglicht, eigene Warmate Lenkwaffen und FlyEye Aufklärungsdrohnen zu produzieren. Georgiens Streitkräfte verwenden mit unter auch mehrere Versionen der weit verbreiteten DJI Drohnen.

## Ausrüstung

### Heer

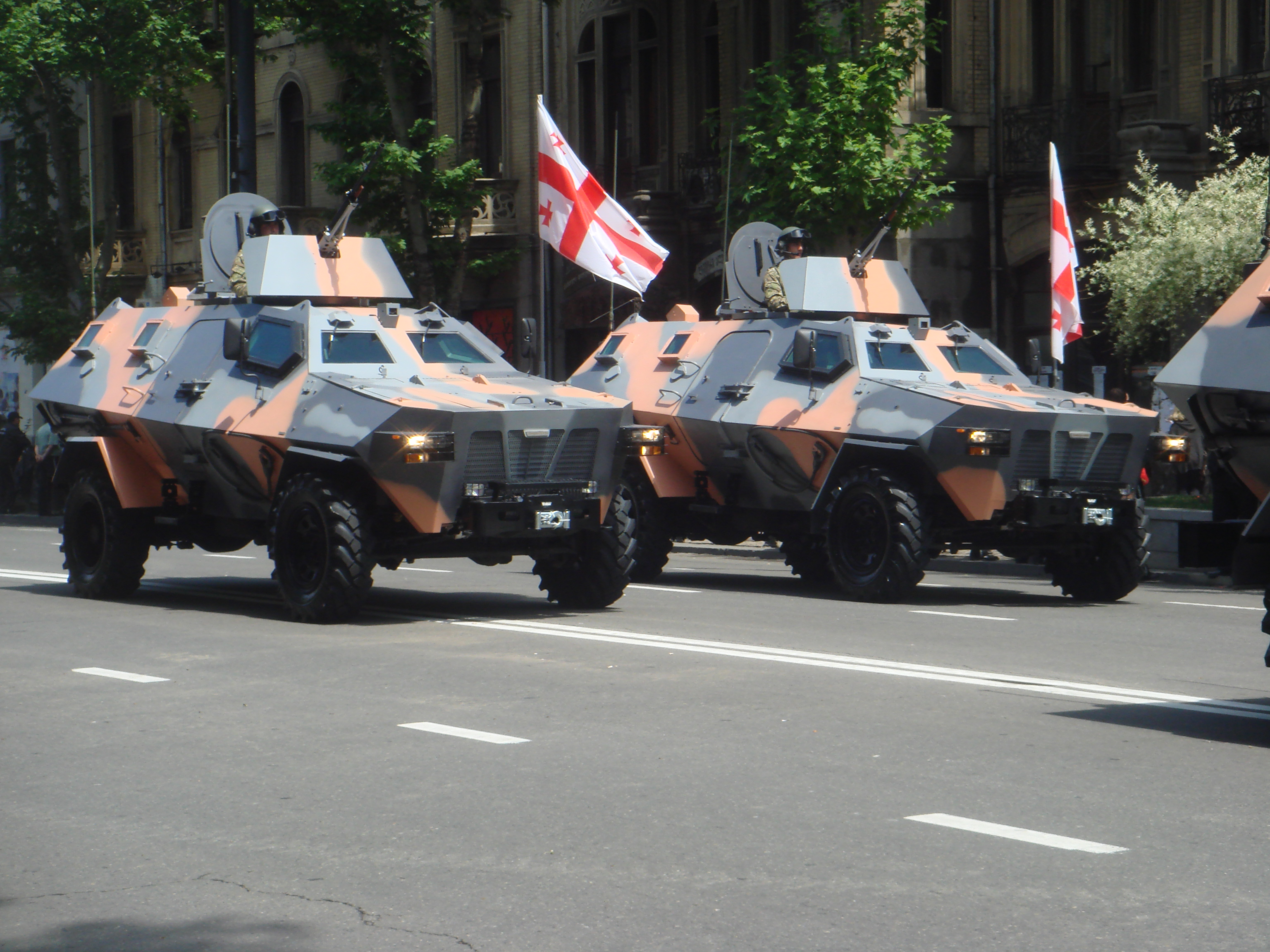
Die in Georgien hergestellte Didgori-Reihe gilt als erster großer Erfolg und Wegweiser für eine eigene Militärindustrie. Hier Didgori-1 während einer Militärparade in 2011

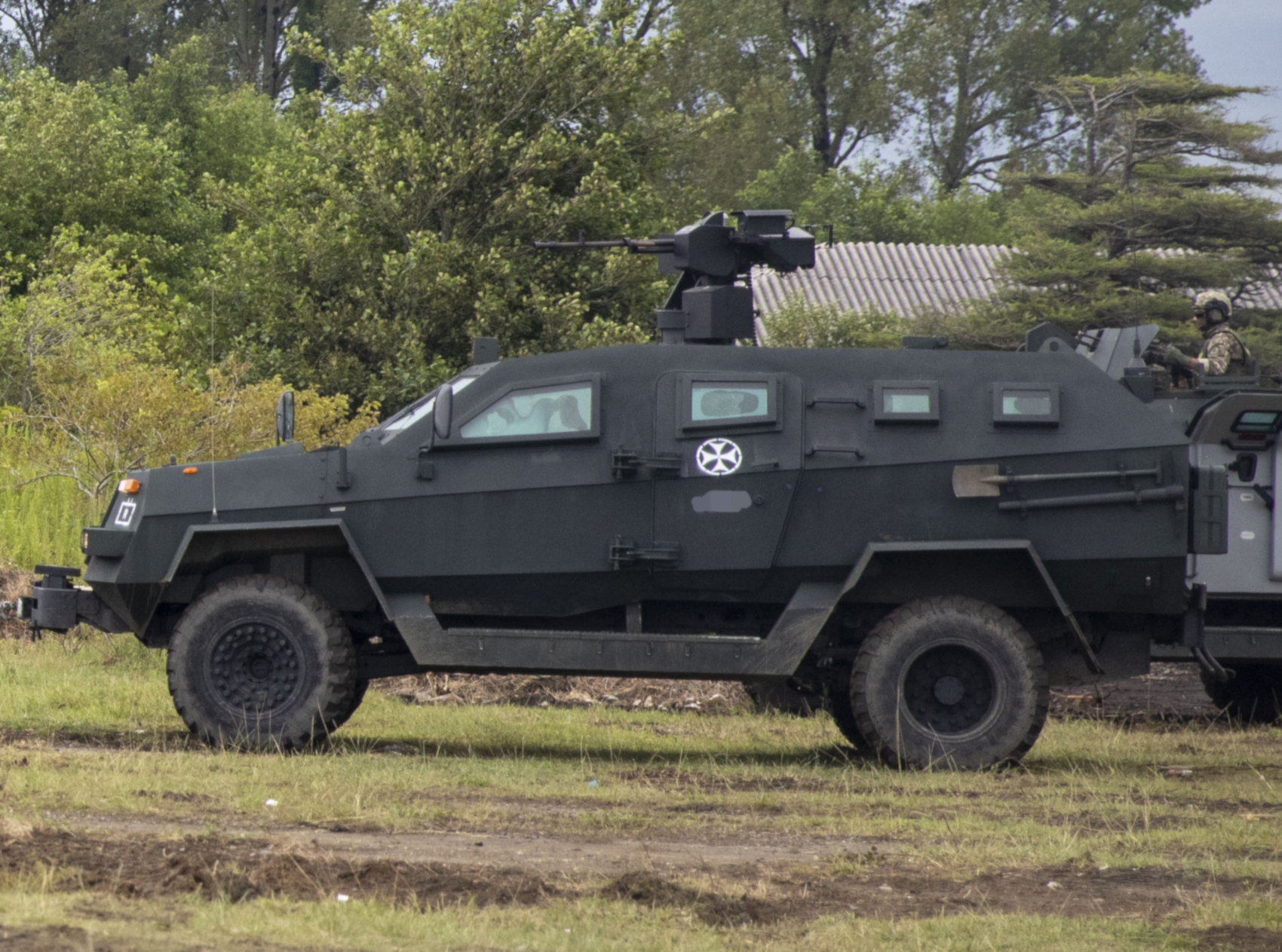
Eine Didgori-2 mit fernbedienbare Waffenstation

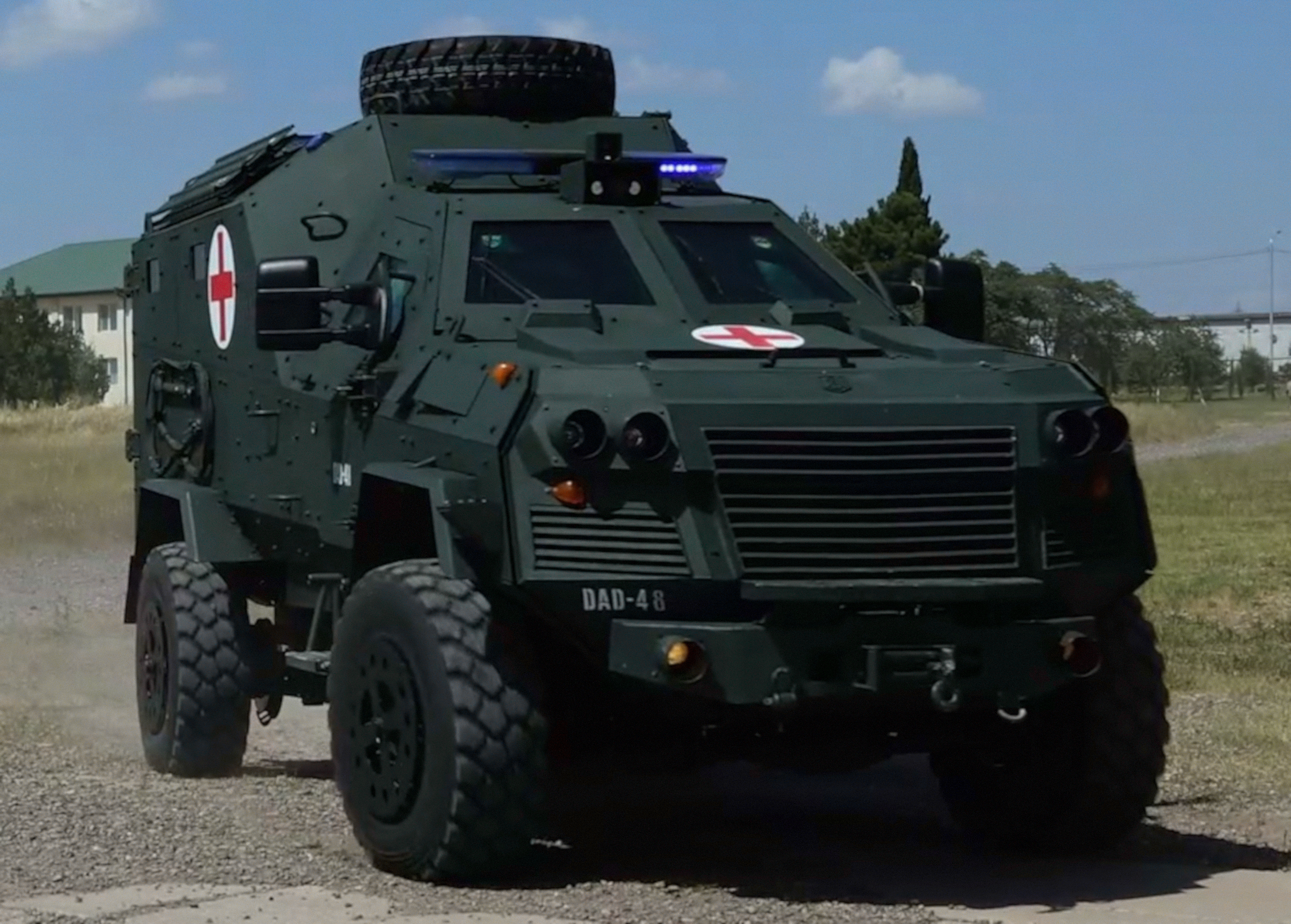
MedEvac Ausführung der Didgori-2

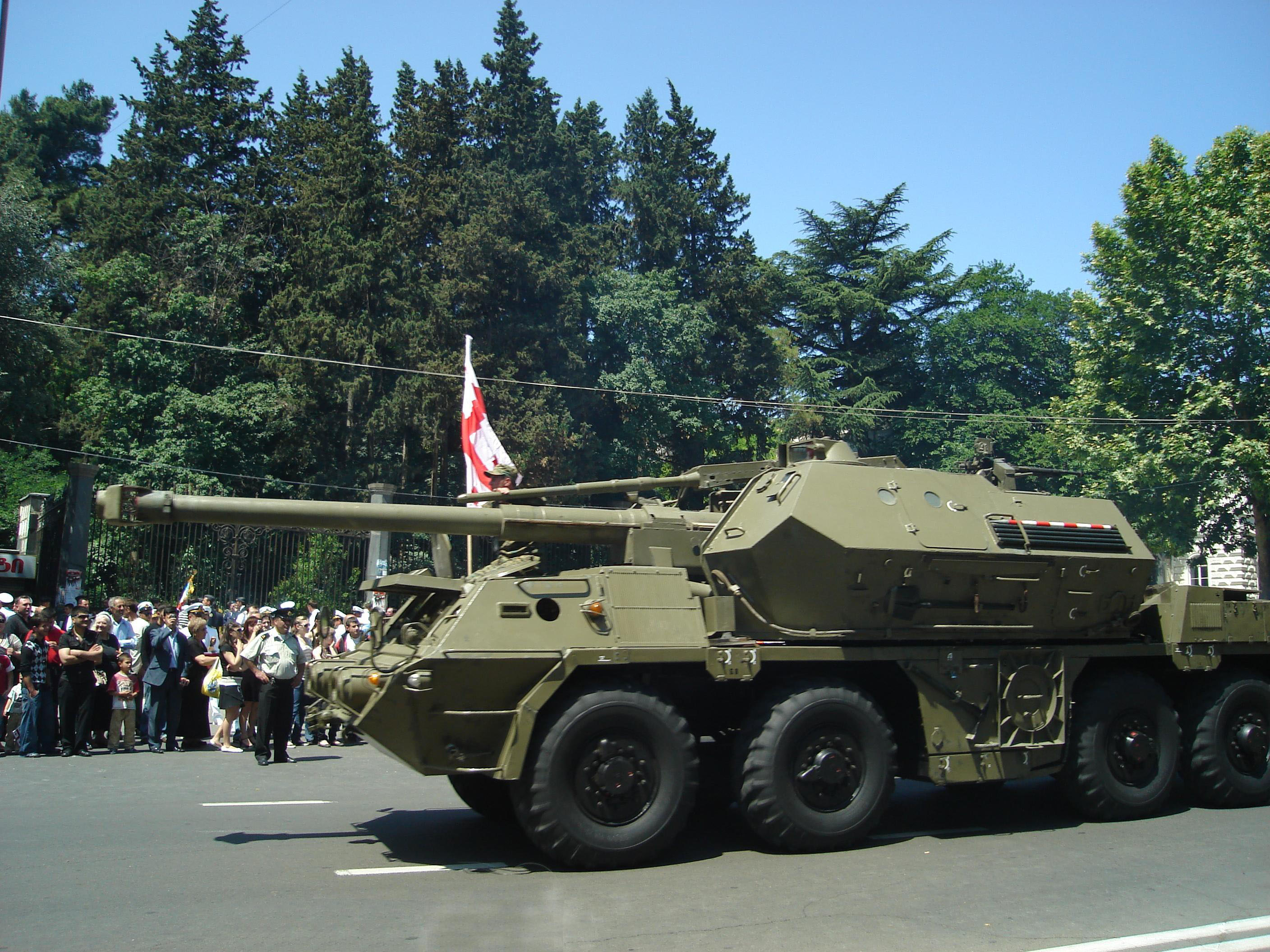
Eine DANA-Selbstfahrlafette der georgischen Verteidigungskräfte

Die motorisierten und Panzerverbände des georgischen Heeres bestehen aus einer Mischung sowjetischer, westlicher und selbst hergestellter Fahrzeuge und Artillerie.
- Kampfpanzer:
  - T-72B/Sim1
  - T-55AM/AM2B (Ausmusterung, lediglich 11 in Reserve)
- Schützenpanzer:
  - Lazika (Schützenpanzer)
  - BMP-1
  - BMP-2
- gepanzerte Mannschaftstransporter:
  - Didgori
    - Didgori-1
    - Didgori-2
    - Didgori-3 / MRAP
    - Kommandofahrzeug / Kommunikationsfahrzeug[24]

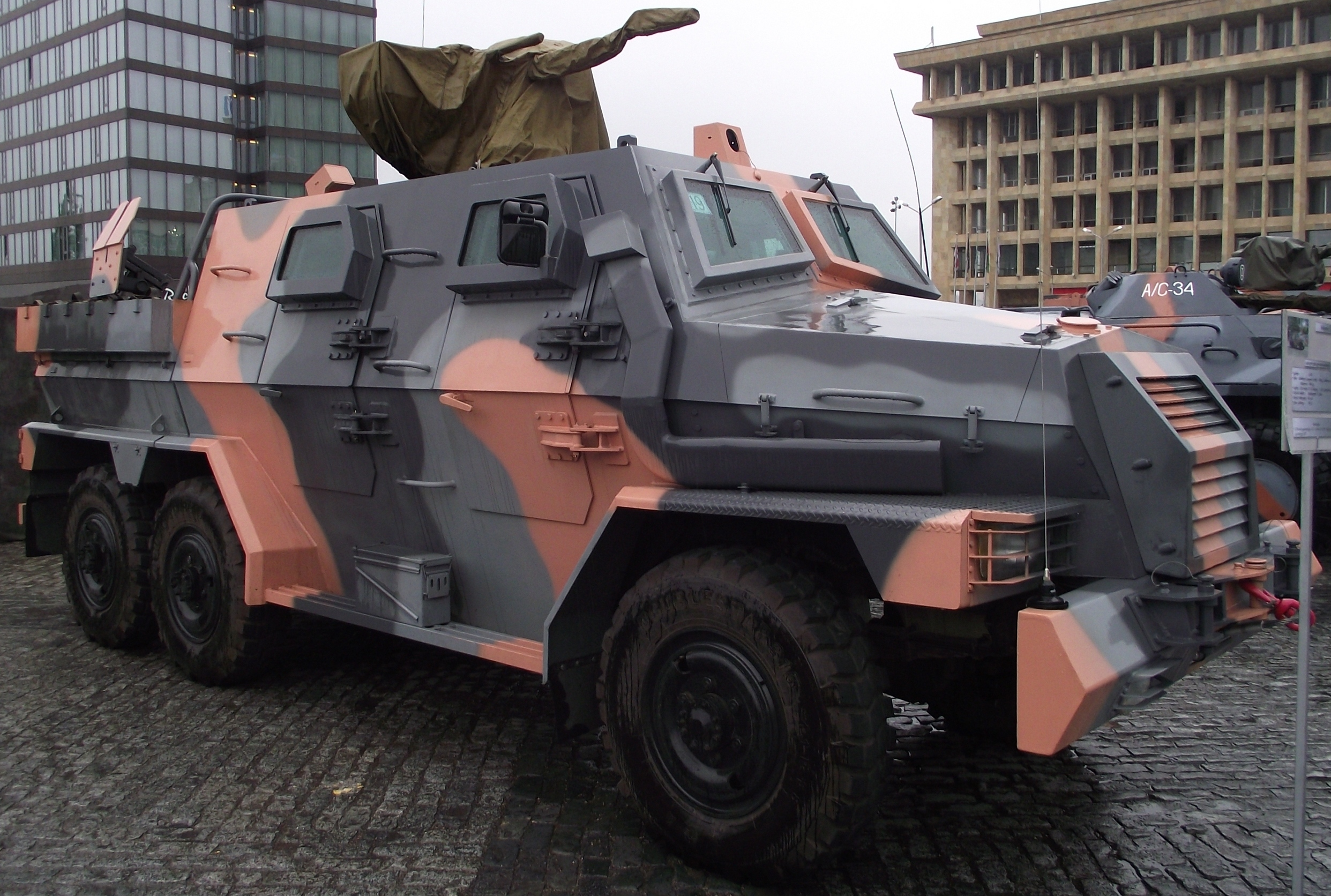
Der Bedarf für stark minenresistente Fahrzeuge für Auslandseinsätze resultierte in die Entwicklung der Didgori-3

    - Sanitätskraftwagen[25][26]

  - MT-LB
  - Nurol Ejder[27][28][29]
  - unbekannte Anzahl BTR-70
  - BTR-80
- gepanzerte Aufklärungsfahrzeuge:
  - BRDM-2
  - unbekannte Anzahl HMMWV
  - Otokar Cobra
- Artillerie:
  - 2A36

- - 2A65
  - D-30
  - 2S7 Pion
  - 2S3 Akatsiya
  - VZ 77 Dana
- Raketensystem:
  - BM-21 Grad
  - ZCRS-122
  - RM-70
  - LAR-160
  - M-87 Orkan
- Granatwerfer:
  - 2B11, 120 Millimeter
  - M-38/43, 120 Millimeter
  - M75
- Flugabwehr:
  - ACMAT VLRA 2 mit Mistral ATLAS[30]
  - 9K37 Buk
  - ZSU-23-4
  - MT-LB mit SU-23-2 bzw. 9K38 Igla
  - 9K33M2 Osa-AK
  - 9K35 Strela-10
  - 9K330 Tor

### Luftwaffe
Die Luftstreitkräfte waren vor dem Krieg 2008 eine separate Teilstreitkraft, wurden nach dem Konflikt jedoch Teil der Landstreitkräfte. Sie umfasst 3.000 Mann Personal, Wartungs- und Zivilangestellte mit eingeschlossen und ist hauptsächlich zur Unterstützung der am Boden operierenden Verbände zuständig. Ihr Inventar besteht aus Folgendem:
Stand: Ende 2020
| Luftfahrzeuge      | Herkunft           | Verwendung                     | Version           | Aktiv     | Bestellt                                | Anmerkungen |
| Flugzeuge          | Flugzeuge          | Flugzeuge                      | Flugzeuge         | Flugzeuge | Flugzeuge                               | Flugzeuge   |
| ------------------ | ------------------ | ------------------------------ | ----------------- | --------- | --------------------------------------- | ----------- |
| Suchoi Su-25       | Sowjetunion        | Erdkampfflugzeug               |                   | 10        | Werden generalüberholt und aufgerüstet. |             |
| Antonow An-28      | Sowjetunion        | Transportflugzeug              |                   | 2         |                                         |             |
| Aero L-29 Delfín   | Tschechoslowakei   | Schulflugzeug                  |                   | 4         |                                         |             |
| Aero L-39 Albatros | Tschechoslowakei   | Schulflugzeug                  |                   | 8         |                                         |             |
| Hubschrauber       |                    |                                |                   |           |                                         |             |
| Mil Mi-24          | Sowjetunion        | Kampfhubschrauber              |                   | 9         |                                         |             |
| Mil Mi-14          | Sowjetunion        | Transporthubschrauber          |                   | 2         |                                         |             |
| Mil Mi-8           | Sowjetunion        | Mehrzweckhubschrauber          | Mi-8 Mi-17 Mi-171 | 15        |                                         |             |
| Bell UH-1          | Vereinigte Staaten | Leichter Mehrzweckhubschrauber | UH-1H             | 12        |                                         |             |

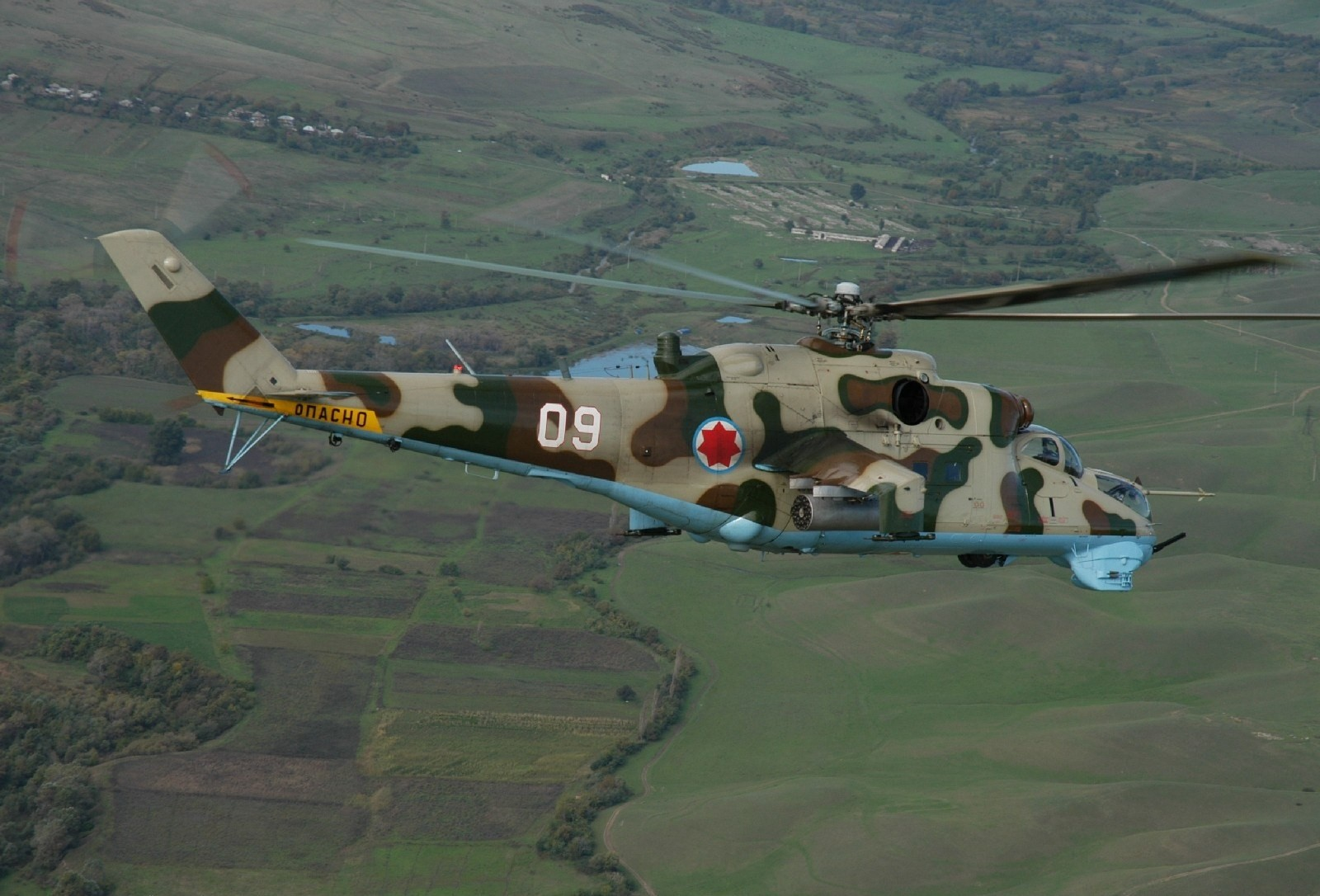
Georgische Mi-24

Das militärische Gerät stammt größtenteils aus sowjetischen Beständen, ergänzt durch westliche Technik und aufgewertet mit israelischer Hardware.

#### Modernisierung
Am 27. Dezember 2013 gab Verteidigungsminister Irakli Alassania anlässlich eines für den Zeitraum 2014–2016 ausgearbeiteten Reform- und Modernisierungsplanes für die gesamten Streitkräfte bekannt, dass das sowjetische Inventar aus Transport- und Kampfhubschraubern innerhalb des Jahres 2014 vollständig entfernt und durch eine Mischung aus amerikanischen und französischen ersetzt würde. Der Hauptgrund sei die mit hohen Kosten und Problemen verbundene Anschaffung von Ersatzmaterialien für das teilweise sehr veraltete Kriegsgerät. Außerdem soll die Luftwaffe wieder als eigene Einheit funktionieren. Unmittelbar nach dem NATO-Gipfeltreffen 2014 in Wales hat US-Verteidigungsminister Chuck Hagel während seines Besuchs in Tiflis bekannt gegeben, dass die USA dafür sorgen würden das Land mit den angeforderten UH-60 Black Hawk Hubschrauber zu versorgen. Dies ist eine Abmachung außerhalb des NATO-Militärpakets, welches während des Gipfeltreffens dem Land zugesichert wurde.
Stützpunkte befinden sich in Tiflis und Marneuli.

### Marine (aufgelöst)
Die Marine (georgisch საქართველოს სამხედრო საზღვაო ძალები, sakartwelos samchedro-sasghwao dsalebi) verfügte über 18 Schnellboote. Die schlagkräftigsten dieser Boote waren die Flugkörperschnellboote Tiflis mit SS-N-2-Styx-Raketen und die Dioskura, die ohne Exocet-Raketen von Griechenland geliefert wurden, sowie die ehemalige Minden, ein deutsches Minenjagdboot der Lindau-Klasse. Zwei der namentlich aufgeführten Einheiten sowie einige andere Boote wurden 2008 im Hafen von Poti durch russische Streitkräfte versenkt. Die Marine wurde nach dem Krieg aufgelöst und die noch operierenden Boote an die Küstenwache übergeben.
Stützpunkte befinden sich in Batumi und Poti.

### Nationalgarde
Die Nationalgarde von Georgien (georgisch საქართველოს ეროვნული გვარდია, sakartwelos erownuli gwardia) wurde am 20. Dezember 1990 gegründet. Sie bildete den Grundstock für den Aufbau der georgischen Verteidigungskräfte. Sie zählte mehr als 25.000 Mann. Heute umfasst sie nur noch 554 Mann. Sie ist als der Teil der georgischen Armee in Abchasien eingesetzt. Ferner steht sie für Katastropheneinsätze, Unterstützung für Mobilmachungen und für zeremonielle Zwecke zur Verfügung.

## Separatistische Streitkräfte in Abchasien und Südossetien
In der Autonomen Republik Abchasien stehen 5.000 Soldaten unter dem Kommando der sezessionistischen Regierung, die über 50 T-55/T-72 Panzer, mehrere Schützenpanzer und Artillerie verfügen. Ferner besitzt die Autonome Republik Abchasien zwei Mi-24 und zwei Mi-8.
In Südossetien stehen rund 3000 einheimische Soldaten mit knapp 12 Kampfpanzern unter Waffen.

## Flaggen
Das sind die georgischen Militärflaggen nach dem Stand des Jahres 2004.

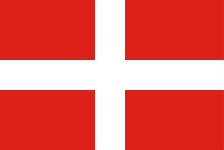
Heeresflagge
Marineflagge
Luftwaffen-Flagge
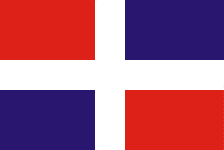
Flagge der Nationalgarde
Standarte des Generalstabschefs
Standarte des Verteidigungsministers